# Nikolaj Markussen
Nikolaj Markussen (1 de agosto de 1988, Helsinge, Dinamarca) es un jugador de balonmano danés que juega actualmente en el Team Tvis Holstebro. En diciembre de 2009 se le concedió el premio al futuro talento de parte del periódico danés Frederiksborg Amts Avis.
Markussen fue seleccionado por el seleccionador danés de la selección absoluta por primera vez en abril de 2010 para un torneo celebrado en Noruega.

## Carrera
A principios de la temporada 2009-2010, se confirmó su fichaje por el BM Ciudad Real (Atlético de Madrid a partir de 2011). El fichaje se cerró pero con la opción de cederlo a un equipo con el objetivo de repescarlo en la temporada 2011-2012. Ambas parte decidieron que Markussen se quedara cedido una temporada en el Nordsjælland, hasta marchar dirección a Madrid en el verano de 2011.
En septiembre de 2012, se perdió la Supercopa de España contra el FC Barcelona Intersport, que perdió el Atlético por 31-34, debido a un quiste de la rodilla del que fue operado en el mismo mes, y que lo tendría alejado de 2 a 3 semanas de las pistas.

## Equipos
- Nordsjælland Håndbold (2007-2011)
- Club Balonmano Atlético de Madrid (2011-2013)
- El Jaish SC (2013-2014)
- Skjern HB (2014-2015)
- Bjerringbro-Silkeborg (2015-2020)
- Veszprém KC (2020-2021)
- Team Tvis Holstebro (2021- )

## Palmarés

### BM Atlético de Madrid
- Supercopa de España (2011)
- Copa del Rey (2011/12)
- Mundial de Clubes (2012).
- Subcampeón Liga ASOBAL (2011/12)
- Subcampeón Copa de Europa (2011/12)

### Bjerringbro Silkeborg
- Campeón de la Liga danesa de balonmano 2015-16.

### Veszprém
- Liga SEHA (1): 2021
- Copa de Hungría de balonmano (1): 2021

### Selección nacional

#### Campeonato del Mundo
- Medalla de Plata en el Campeonato Mundial de Balonmano Masculino de 2013.

#### Campeonato del Mundo Junior
- Medalla de Plata en el Campeonato Mundial de Balonmano Masculino Junior de 2009.

#### Campeonato de Europa
- Medalla de oro en el Campeonato de Europa de 2012

### Consideraciones personales
- Mejor lateral izquierdo del Mundial Junior (2009)